# Matayba guianensis
Espèce
Synonymes
Selon Tropicos (7 juin 2024)
- Matayba steinbachii Melch.

Selon GBIF (7 juin 2024)
- Cupania euphoriifolia Cambess.
- Cupania laevigata Miq.
- Cupania laevigata Rich.
- Cupania laxiflora Benth.
- Cupania micrantha Mart.
- Ephielis fraxinea Willd.
- Ephielis guianensis (Aubl.) Pers.
- Ephielis patrisiana (DC.) Spreng.
- Matayba guianensis f. genuina Radlk., 1879
- Matayba guianensis f. micrantha Aubl.
- Matayba miquelii Uittien
- Matayba patrisiana DC.
- Matayba steinbachii Melch.
- Talisia laxiflora Benth.

Matayba guianensis est une espèce d'arbre d'Amérique du sud, appartenant à la famille des Sapindaceae. Il s'agit de l'espèce type du genre Matayba
Il est connu sous les noms de Kulishire au Guyana, Doifi-siri au Suriname, ou Okome oki (Wayana) en Guyane.

## Description
Matayba guianensis est un arbuste ou petit arbre haut de 2-7 m.
Les tiges sont ferrugineuses-tomentueuses, tomentulose ou pubérulentes, devenant glabres et lenticellées avec l'âge.
Le pétiole et rachis mesurent (3) 12-30 cm de long, légèrement aplatis adaxialement, glabres ou pubérulents ; pétiolules 3-6(10) mm de long, élargis à la base, généralement séchant brun foncé.
Les feuilles sont à (4)8-11 folioles, alternes, charbonneuses ou coriaces, glabres ou pubérulentes à l'abaxial, généralement brun séchant, avec la surface adaxiale plus foncée, elliptiques, oblongues-elliptiques ou oblongues-lancéolées, mesurant 5-16 x 2-6 cm, la base inégale à fortement inégale, l'apex obtusément acuminé, acuminé ou obtus, les marges entières, crénelées, légèrement révolues et circonvallées : La nervation est généralement plus claire que le tissu environnant, les veines primaires et secondaires sont proéminentes à l'abaxial, les veines tertiaires sont réticulées. 
L'inflorescence est un thyrses axillaires, mesurant 15-30 cm de long, paniculés ; axes tomentulose, légèrement striés.
Les fleurs sont en dichasie composée, pédonculée.
Les pédicelles sont d'environ 1 mm de long, tomenteux.
Le calice est ferrugineux-tomenteux, d'environ 1 mm de long, les lobes triangulaires, d'environ 0,5 mm de long.
Les pétales sont blancs, spatulés, d'environ 1,5 mm de long, brièvement griffés à la base.
On compte 2 appendices, séricigineux-tomenteux, d'environ 1 mm de long, marginaux.
Le disque est glabre, annulaire.
On compte 8 étamines, de 2-2,5 mm de long, les filets pubescents sur la moitié inférieure.
L'ovaire est séricigineux-tomenteux, 3-loculaire, le style non ramifié.
Capsule glabre ou pubérulente, verte, vert rougeâtre ou marron, sessile ou presque, trigono-globuleuse, turbinée-globuleuse ou subglobuleuse, 1-2 cm de long.
Le péricarpe est lisse, verruqueux ou tuberculé, parfois exfolié.
Le mésocarpe est ligneux, d'environ 1 mm d'épaisseur.
L'endocarpe est laineux.
La graine est brun foncé, brillante, obovoïde ou ellipsoïde, 7-9 mm de long, avec un arillode blanc, mince, irrégulièrement lobé sur la moitié inférieure,.

En 1952, Lemée propose la description suivante de Matayba guianensis :

« M. guyanensis Aubl. Arbre ou arbrisseau feuilles pétiolées à 1-6 paires, de folioles et à rachis souvent terminé par des folioles rudimentaires, follioles elliptiques ou oblongues-lancéolées brièvement acuminées ou subaiguës, rétrécies en pétiolule, entières, finement chartacés, opaques ou un peu luisantes, un peu roussâtres en dessus; avec environ 10 paires de nervures latérales blanchâtres, longues de 0,10-0,16 sur 0,04-0,06 ; panicules très longues, dépassant souvent les feuilles ; fleurs très brièvement pédicellées, pétales cunéiformes tronqués ou émarginés, plus larges que les écailles, filets poilus, disque glabre ; fruit 3-gône-subglobuleux très tomenteux en dedans, long de 'l0-13 m.m. - Cayenne. »

— Albert Lemée, 1952.

## Répartition
Matayba guianensis est présent de la Colombie au Brésil en passant par le Venezuela, le Guyana, le Suriname, la Guyane, l'Équateur, le Pérou, et la Bolivie.

## Écologie
L'écologie de Matayba guianensis pousse dans divers habitats, notamment les forêts mixtes, les forêts-galeries, les forêts de terre ferme et la végétation de type cerrado, et au Venezuela dans les savanes, forêts secondaires et galeries, îles d'arbres dans les savanes, à 100-500 m d'altitude.
Plusieurs insectes, dont Bystracoccus mataybae (Eriococcidae), produisent des galles sur les feuilles de Matayba guianensis,,,,.

## Usages
On a isolé dans Matayba guianensis des di-glycosides présentant des propriétés anti-paludéennes et antifongiques.

## Protologue

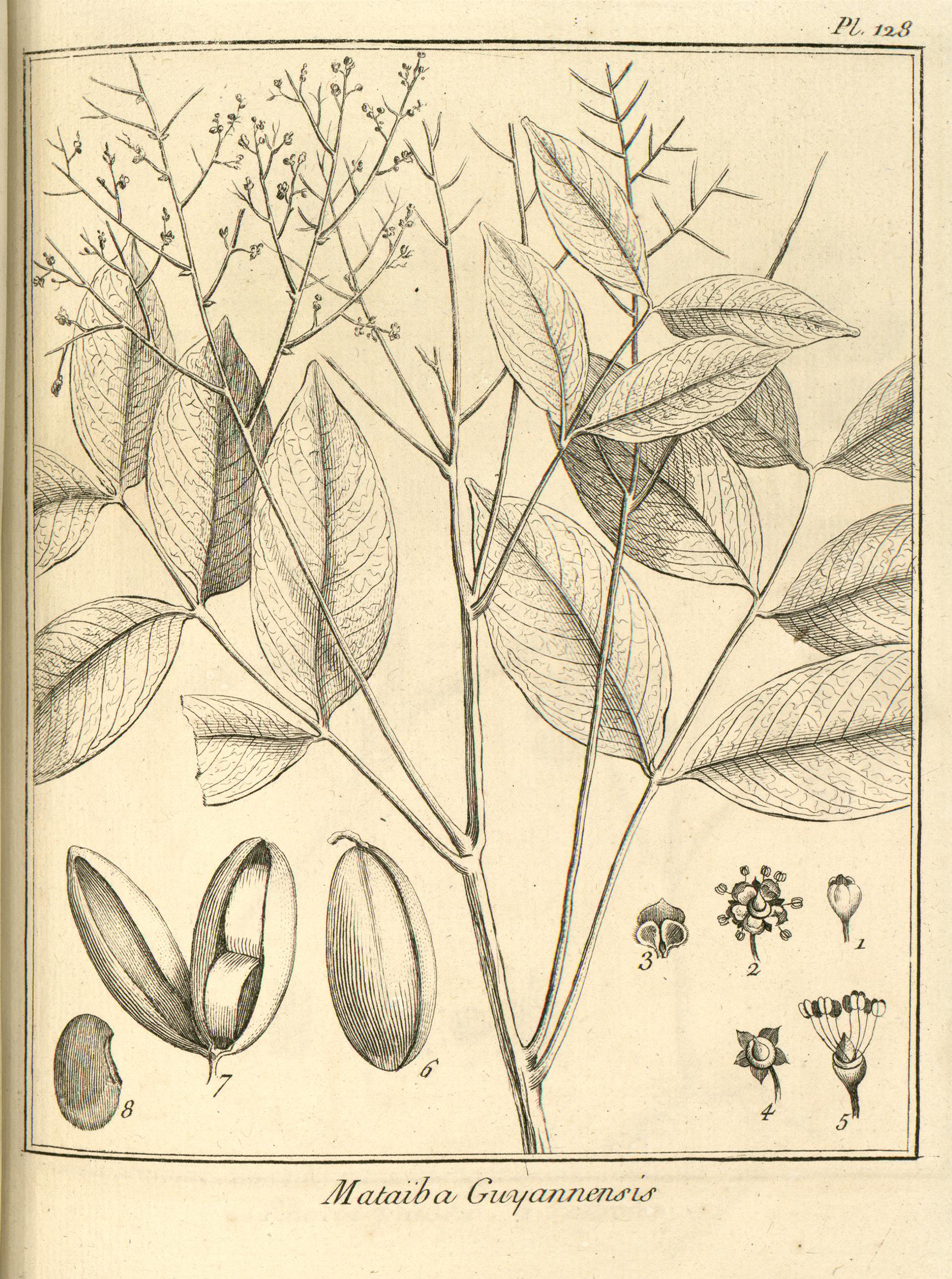
Matayba guianensis par Aublet (1775) On a groſſi toutes les parties de la fleur. Le fruit eſt dans ſa forme naturelle. - 1. Fleur fermée. - 2. Fleur ouverte. - 3. Pétale. - 4. Calice. Diſque. Piſtil - 5. Calice coupe en travers. Piſtil. Étamines. - 6. Capſule. - 7. Capſule ouverte en deux valves. fèves. - 8. fèves.

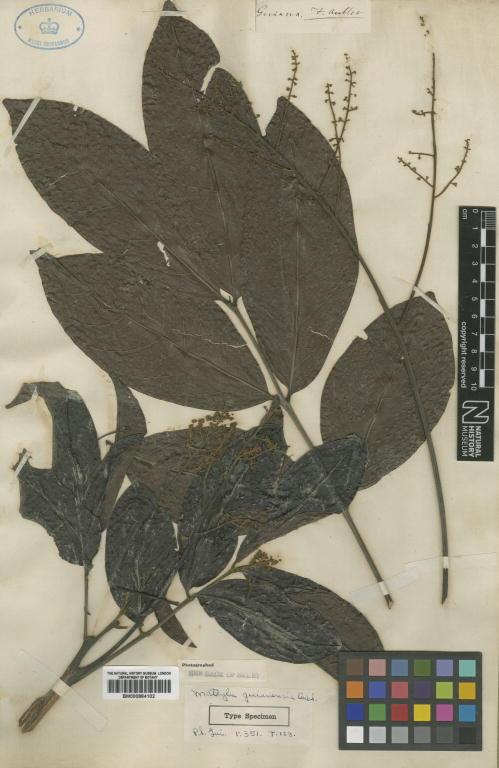
échantillon type de Matayba guianensis collecté par Aublet en Guyane

En 1775, le botaniste Aublet a décrit Matayba guianensis sous le nom de Iroucana guianensis, et en a proposé le protologue suivant : 

« 1. MATAYBA (guianenſis). (Tabula 128.)
Arbor trunco quinquaginta aut ſexiginta-pedali, in ſummitate ramoſiſſimo, ramis in centro longis, erectis, cæteris horizontalibus, undique ſparſis ; ramulis folioſis. Folia alterna, pinnata ; foliolis quatuor, ſex aut octo, oppoſitis vel ſuboppoſitis, ſeſſilibus, utrinquè ecoſtæ cylindraceæ adnexis. Foliola ovaca, obtuſa, glabra, integerrima. Flores in paniculas ampliſſimas diſpoſiti, axillares aut terminates. Rami & ramufculi paniculæ ad baſim ſquamulâ muniuntur. Corolla exigua, alba.
Florebat fructumque ferebat Octobri.
Habitat in ſylvis Sinémarienſibus quadraginta milliaribus a maris littore.
Nomina Caribæa TOUAOU & ATOUAOU.
Varietas in iiſdem locis reperieur quæ tantùm differt foliis minoribus.
Nomen Caribæum MATABAIBA.

LE MATAYBE de la Guiane. (PLANCHE 128.)
Le tronc de cet arbre s'élève à cinquante ou ſoixante pieds de hauteur, ſur trois pieds & plus de diamètre ; ſon écorce eſt ridée, ſillonée & noirâtre ; ſon bois eſt blanc. Il pouſſe à ſon ſommet un grand nombre de branches, celles qui occupent le centre ſont fort hautes, & perpendiculaires; les inférieures ſont preſque horiſontales, & s'étendent fort loin de tous côtes. Ses branches ſe partagent en pluſieurs rameaux chargés de feuilles alternes, ailées, à deux rangs, elles ſont compoſées de quatre, de ſix & de huit folioles oppoſées deux à deux, & quelquefois alternes ; ces folioles ſont ſeſſiles, vertes, liſſes, entières, ovales, terminées en pointe. Les plus grandes ont huit pouces de longueur, ſur trois de largeur ; elles ſont arrangées ſur une cote cylindrique accompagnée à ſa baſe de deux stipules qui tombent. Les fleurs naiſſent a l'aiſſelle des feuilles, & à l'extrémité des rameaux, portées far de longues & grandes panicules éparſes; les branches & les rameaux de cette panicule ont à leur naiſſance une petite écaille ; les fleurs ſont très petites, preſque ſeſſiles , & terminent les rameaux.
Le CALICE eſt d'une ſeule pièce à cinq dentelures. La corolle eſt à cinq pétales blancs, arrondis, échancrés à leur ſommet, garnis à leurs baſes, près de leurs onglets, de deux feuilles hériſſées de poils cotonneux ; ils ſont attaches par un onglet au calice & autour d'un diſque.
Les étamines ſont au nombre de huit, rangées au deſſous de l'inſertion des pétales ; leurs filets ſont blancs & hériſſés de poils, & portent une anthère jaune, & à quatre angles. Le piſtil eſt un ovaire arrondi, ſurmonté d'un stigmate obtus.
L'ovaire devient une capsule verdâtre, oblongue, à deux faces concaves, marquées de chaque côté d'un ſillon qui s'étend depuis ſa baſe juſqu'à ſon ſommet qui eſt échancré ; elle s'ouvre en deux valves minces, fermés, ſèches, concaves dans le milieu ; dans l'une de ces valves eſt un placenta auquel ſont attachées deux graines liſſes, convexes, taillées en forme de rein. Ces graines ont une enveloppe membraneuſe, ſous laquelle eſt une amande légumineuſe à deux cotylédons ; ſouvent il, a une des graines qui avorte.
Cet arbre croît dans les forêts de la Guiane qui ſe prolongent ſur les bords de la rivière de Sinémari, a quarante lieues au deſſus de ſon embouchure.
Il étoit en fleur & en fruit dans le mois d'Octobre.
Il eſt nommé TOUAOU, & ATOUAOU par les Galibis.
Une variété de cet arbre m'a été nommée MATABAIBA par les mêmes Galibis. Elle me parut alors ne diffère que par ſes feuilles plus petites. »

— Fusée-Aublet, 1775.